# إينجمار أندرسون
إينجمار أندرسون هو راكب الكنو سويدي، ولد في 1 يونيو 1928، وتوفي في 17 يوليو 1992.

## وصلات خارجية
- إينجمار أندرسون على موقع أوليمبيديا (الإنجليزية)
- إينجمار أندرسون على موقع اللجنة الأولمبية السويدية (السويدية)